# Muzica barocă
Preclasicismul   a fost un curent din muzica clasică europeană ce s-a manifestat aproximativ între anii 1600 și 1730. Preclasicismul a format o punte de legătură între Renaștere și clasicism. Termenul de "baroc" derivă din cuvântul portughez barroco ce înseamnă „perlă deformată”, o descriere negativă a muzicii puternic ornamentate din această perioadă.
Muzica "barocă"   reprezintă o porțiune importantă din istoria muzicii clasice, iar astăzi este frecvent studiată, interpretată și ascultată. Printre cei mai importanți compozitori din această perioadă se numără: Johann Sebastian Bach, Georg Friedrich Händel, Antonio Vivaldi, Alessandro Scarlatti, Domenico Scarlatti, Georg Philipp Telemann, Arcangelo Corelli, Tomaso Albinoni, Claudio Monteverdi, Jean-Philippe Rameau, Johann Pachelbel și Henry Purcell.
În perioada preclasică a fost creată tonalitatea. În această perioadă, compozitorii și interpreții au folosit ornamentare muzicală mult mai elaborată, au realizat modificări în notația muzicală și au dezvoltat noi tehnici de interpretare instrumentală. Muzica barocă a dezvoltat dimensiunea, diversitatea și complexitatea ansamblurilor instrumentale. Tot în această perioadă s-au dezvoltat genuri muzicale, precum: opera, cantata, oratoriul, concertul, sonata. O mare parte dintre conceptele și termenii muzicali din această perioadă sunt utilizate și astăzi.

## Etimologie
În general, termenul de "baroc" este folosit de istoricii de muzică pentru a descrie o gamă largă de stiluri dintr-o regiune geografică întinsă, în cea mai mare parte în Europa, muzică ce a fost compusă pe o perioadă de aproximativ 150 de ani.
Deși s-a crezut multă vreme că termenul a fost aplicat inițial arhitecturii, în realitate a fost aplicat inițial muzicii într-o recenzie satirică și anonimă a operei Hippolyte et Aricie a lui Rameau din octombrie 1733, tipărită în revista de specialitate Mercure de France, în mai 1734. Criticul a declarat că inovația din această operă era "du barocque", criticând faptul că muzica duce lipsă de o melodie coerentă, era plină de disonanțe neîncetate, se schimbau adesea gama și măsura și trecea în viteză prin fiecare instrument compozițional.

## Istoric
Preclasicismul este divizat în trei perioade importante: timpuriu, mijlociu și târziu. Deși se suprapun în timp, sunt datate convențional din 1580 până în 1630, din 1630 până în 1680 și din 1680 până în 1730.

### Preclasicismul timpuriu (1580-1630)

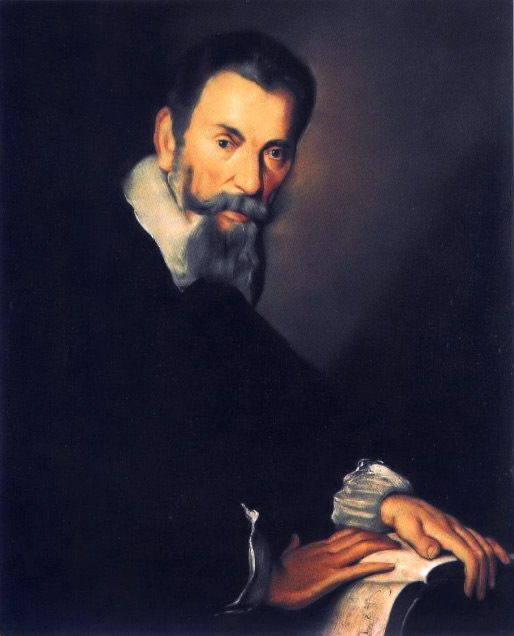
Claudio Monteverdi (1567-1643), portret de Bernardo Strozzi (1640)

Camerata Florentină era un grup de umaniști, muzicieni, poeți și intelectuali de la sfârșitul renascentismului florentin care s-au strâns sub patronajul Contelui Giovanni de' Bardi pentru a discuta și ghida tendințele din artă, în special în muzică și în arta dramatică. În ceea ce privește muzica, și-au bazat idealurile pe o percepție a dramei muzicale clasice (în special din Grecia Antică) care punea accent pe discurs și oratoriu. Prin urmare, au respins utilizarea polifoniei și muzicii instrumentale a contemporanilor și au discutat tehnici muzicale din Grecia Antică precum monodia, ce însemna un cântăreț solo acompaniat de o chitara. Primele puneri în practică a acestor idei, inclusiv lucrările Dafne și L'Euridice ale lui Jacopo Peri, au marcat începuturile operei care, la rândul ei, a devenit un fel de catalizator pentru muzica barocă.
În ceea ce privește teoria muzicală, utilizarea tot mai frecventă a basului cifrat reprezintă importanța dezvoltării armoniei ca bază liniară a polifoniei. Armonia este rezultatul final al contrapunctului iar basul cifrat este o reprezentare vizuală a acestor armonii implicate adesea într-o interpretare muzicală. Compozitorii au început să fie tot mai preocupați de progresiile armonice și au folosit și tritonul, perceput ca un interval instabil, pentru a crea disonanțe. Atenția acordată armoniei a existat și la anumiți compozitori din perioada renascentistă, în special Carlo Gesualdo. Totuși, utilizarea armoniei îndreptată spre tonalitate și nu spre modalitate marchează trecerea de la renascentism la baroc. Acest lucru a condus la ideea că acordurile și nu notele pot conferi o stare de închidere - una din ideile fundamentale care au condus la ceea ce astăzi este cunoscut sub numele de tonalitate.
Prin incorporarea acestor noi aspecte compoziționale, Claudio Monteverdi a promovat și mai mult trecerea de la renascentism la preclasicism. A dezvoltat două stiluri individuale de compoziție - polifonia renascentistă (prima pratica) și noua tehnică barocă de basso continuo (seconda pratica). Prin operele L'Orfeo și L'incoronazione di Poppea, printre altele, Monteverdi a adus în centrul atenției noul gen al operei.
Heinrich Schütz a fost cel mai important compozitor al Barocului timpuriu din afara Italiei.

### Preclasicismul mijlociu (1630-1680)
Ascensiunea curții centralizate este unul dintre aspectele economice și sociale care au dominat ceea ce astăzi este cunoscut sub numele de monarhie absolută, personificată prin Ludovic al XIV-lea al Franței. Stilul palatului și sistemul manierelor și artelor de la curte pe care el le-a impus au devenit model pentru restul Europei. Ascensiunea patronajului bisericii și de stat a dus la creșterea comenzilor pentru muzică publică organizată iar disponibilitatea tot mai ușoară a instrumentelor muzicale a dus la creșterea cererii pentru muzică de cameră.
Barocul mijlociu din Italia este marcat de ascensiunea genurilor cantată, oratoriu și operă în stilul bel-canto din 1630. Acest stil, unul dintre cei mai importanți contribuitori al dezvoltării muzicii din baroc, dar mai târziu și din perioada clasică, a fost generat de un nou concept de melodie și armonie care au pus statutul muzicii pe un picior de egalitate cu cel al cuvintelor, care inițial erau considerate prioritare. Monodia din perioada barocului timpuriu a fost înlocuită de un stil melodic mult mai simplu și mai elaborat, de regulă în ritm ternar. Aceste melodii erau construite din idei simple și cadențat delimitate adesea bazate pe forme de dans stilizate precum sarabanda sau courante. De asemenea, și armoniile erau mai simple decât în barocul timpuriu iar liniile bas de acompaniament erau mai integrate în melodie, producând o echivalență contrapunctuală care mai târziu au condus la dezvoltarea tehnicii compoziționale ca un bas inițial să anticipeze melodia ariei dintr-o lucrare vocală. Cei mai importanți inovatori ai acestui stil au fost Luigi Rossi și Giacomo Carissimi, care erau în primul rând compozitori de cantate și oratorii și venețianul Francesco Cavalli, care era în primul rând un compozitor de opere. Mai târziu, alți practicanți ai acestui stil au fost Antonio Cesti, Giovanni Legrenzi și Alessandro Stradella.

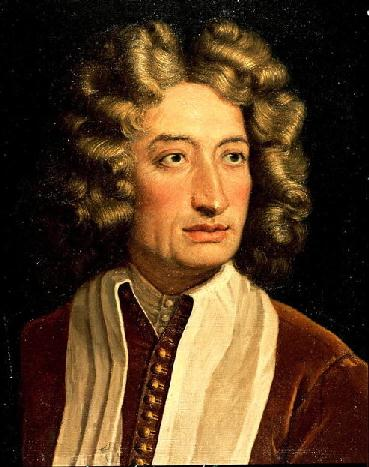
Arcangelo Corelli (1653-1713)

Un exemplu elocvent de compozitor de curte este Jean-Baptiste Lully. Cariera sa a evoluat dramatic când a colaborat cu Molière pentru o serie de comedii-balete, adică piese cu dansuri. A folosit acest succes pentru a deveni cel mai important compozitor de opere pentru rege, utilizând nu doar idei muzicale inovatoare cum ar fi tragedia lirică dar și brevete ale regelui care îi împiedica pe alții să își monteze operele. Instinctul lui Lully de a furniza exact muzica pe care o cerea monarhul său a fost indicată de aproape fiecare biograf, inclusiv schimbarea sa rapidă la muzica de biserică când starea de spirit de la curte era mai pioasă. Cele 13 tragedii lirice finalizate ale sale sunt bazate pe librete ce se axează pe conflictele dintre public și viața personală a monarhului.

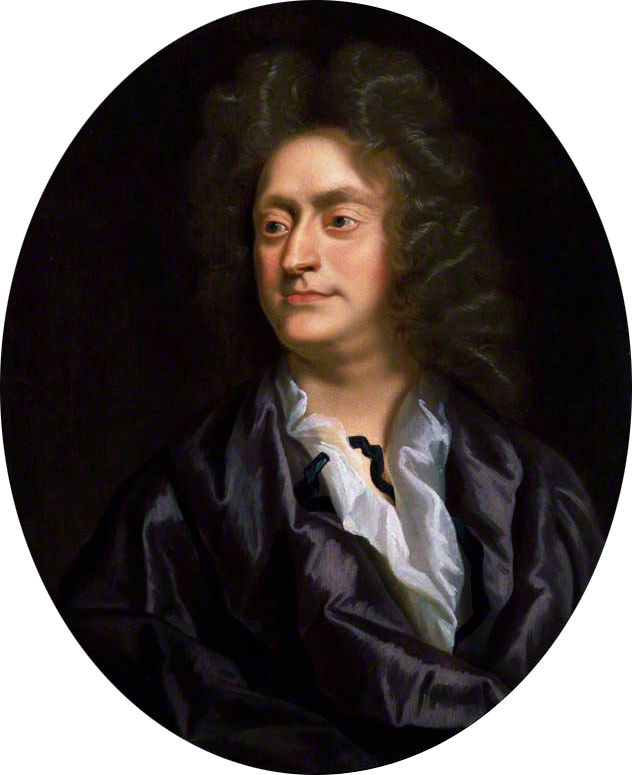
Henry Purcell (1659-1695)

Arcangelo Corelli a fost influent pentru realizările sale în celălalt domeniu al tehnicii muzicale - acela de violonist care a organizat tehnica și pedagogia viorii - dar și în muzica instrumentală, în special pentru contribuția sa în dezvoltarea genului concerto grosso. În vreme ce Lully era interpretat doar la curte, Corelli a devenit primul compozitor care să aibă muzica publicată și interpretată în întreaga Europă. Concerto grosso este construit pe contraste puternice - secțiuni alternante între pasajele interpretate de întreaga orchestră și cele interpretate de un grup mai restrâns. Printre elevii săi s-au numărat Antonio Vivaldi, care mai târziu a compus sute de lucrări bazate pe principiile de sonată trio și concert ale lui Corelli.
În perioada barocului mijlociu Anglia l-a dat pe Henry Purcell care, în ciuda faptului că a murit la doar 36 de ani, a devenit foarte cunoscut în timpul vieții sale. El cunoștea inovațiile lui Corelli și al altor compozitori italieni. Totuși, patronii săi erau diferiți iar lucrările sale erau prodigioase. În loc să fie un creator sârguincios, Purcell a fost un compozitor fluid care era capabil să compună de la imnuri simple și muzică utilă precum marșuri până la lucrări grandioase precum lucrări vocale și pentru scenă. Catalogul său numără peste 800 de lucrări. De asemenea, a fost unul dintre primii compozitori importanți pentru claviatură, lucrările sale fiind și astăzi studiate.
În contrast cu acești compozitori, Dieterich Buxtehude nu era un compozitor de curte ci un angajat în slujba bisericii, deținând posturile de organist și Werkmeister la Marienkirche din Lübeck. Printre sarcinile sale de Werkmeister se numărau acelea de secretar, trezorier și manager de afaceri al bisericii, în vreme ce postul său de organist includea interpretarea la toate slujbele importante, uneori în colaborare alți instrumentiști sau soliști vocali, de asemenea plătiți de biserică. În afara sarcinilor sale pentru biserică se ocupa de organizarea unor serii de concerte cunoscute sub numele de Abendmusik, care includea interpretarea de muzică sacră dramatică considerată de contemporani ca fiind echivalentă cu operele. Lucrările sale nu sunt numeroase sau diversificate deoarece nu se apela la el pentru a compune muzică pentru o anumită ocazie. Lucrările sale erau fie în construcție liberă, mergând adesea pe improvizații, fie secțiuni contrapunctuale rigide. Această procedură a influențat mai târziu numeroși compozitori, cum ar fi Bach, care au dus contrastul dintre secțiunile libere și stricte la noi culmi.

### Preclasicismul târziu (1680-1750)

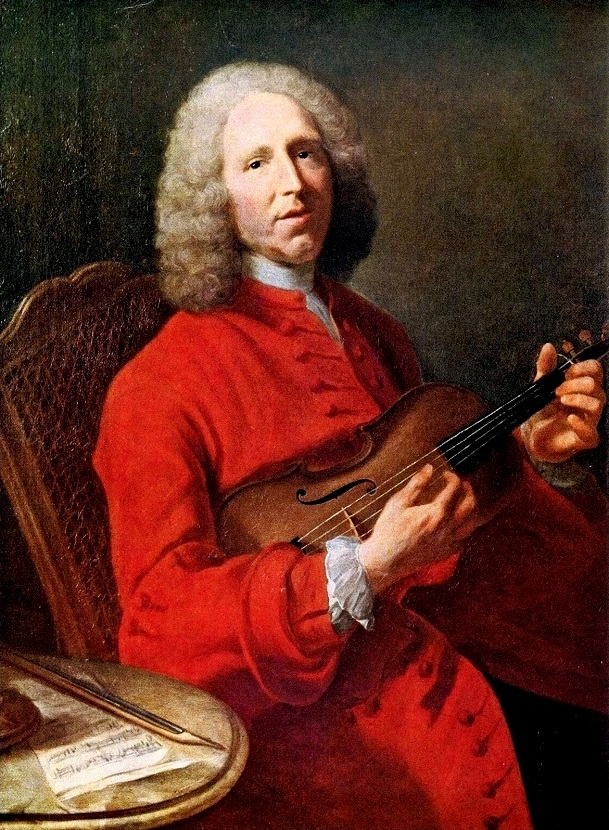
Jean-Philippe Rameau (1683-1764), portret de Joseph Aved (1728)

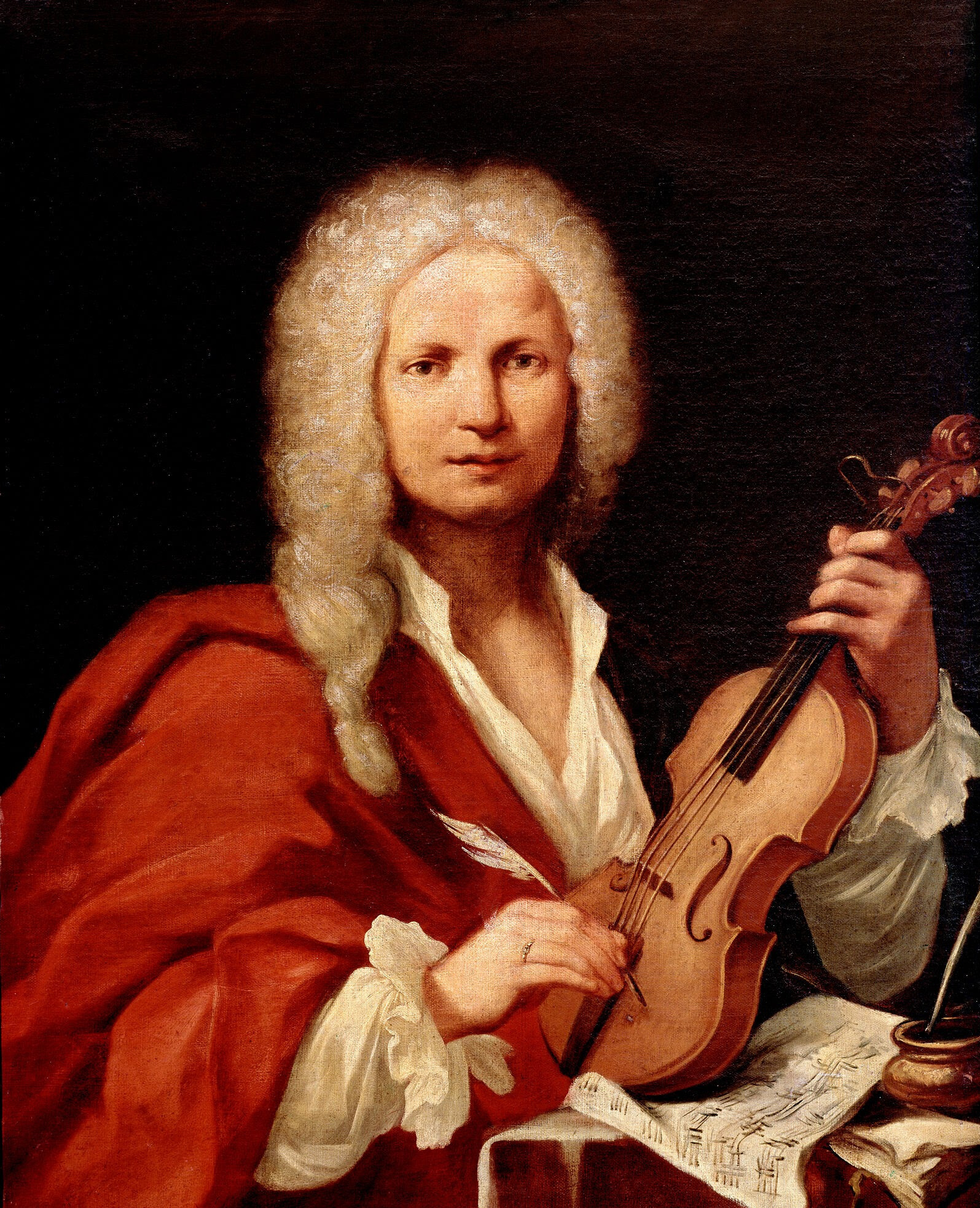
Antonio Vivaldi (1678-1741), portret anonim din 1723

Delimitarea barocului mijlociu de cel târziu se află în dezbatere. Datele de începere a barocului târziu variază între 1680 și 1720. Acest lucru se datorează faptului că nu a fost o tranziție sincronizată deoarece stilurile naționale au trecut prin schimbări în ritmuri diferite și la momente diferite. În general Italia este considerată ca fiind prima țară care a făcut trecerea la stilul baroc târziu. Principalul criteriu de tranziție este abordarea totală tonalității ca principiu structural. Acest aspect a fost evident în lucrările lui Jean-Philippe Rameau, care l-a înlocuit pe Lully drept cel mai important compozitor de operă francez. În același timp, prin lucrările lui Johann Fux, stilul renascentist al polifoniei a devenit bază pentru studiul compoziției. Combinația dintre contrapunctul modal și logica tonală a cadențelor creau impresia că există două stiluri de compoziție - compoziția omofonă dominată de considerații verticale și polifonia dominată de imitație și considerații contrapunctuale.
Formele care s-au dezvoltat în barocul mijlociu au înflorit și au devenit tot mai diverse. Concertele, suitele, sonatele, concerto grosso, oratoriile, opera și baletele s-au bucurat de succes în toate țările. Formele lucrărilor erau în general simple, cu forme binare repetate (AABB) sau forme tripartite simple (ABC), formele de rondo fiind foarte frecvente. Aceste scheme au influențat și compozitorii ulteriori.
Antonio Vivaldi a fost unul dintre cei mai importanți reprezentați ai barocului târziu. Născut la Veneția în 1678, și-a început cariera ca  preot catolic dar problemele de sănătate l-au împiedicat să susțină Liturghia începând cu 1703. În aceeași perioadă a fost numit maestro di violino la un institut pentru fete orfane cu care a menținut o relație profesională până aproape de sfârșitul vieții sale. Reputația lui Vivaldi nu venea din faptul că avea o orchestră proprie sau că era un angajat la curte, ci prin lucrările sale publicate, inclusiv sonate trio, sonate pentru vioară și concerte. Acestea au fost publicate la Amsterdam și au fost distribuite prin toată Europa. Muzica sa a fost în mare parte ignorată până la începutul secolului al XX-lea când a trecut printr-o revitalizare treptată, astăzi Vivaldi fiind printre cei mai frecvent interpretați și înregistrați compozitori din perioada barocă.
În aceste două genuri, sonată și concert, care erau încă în dezvoltare, Vivaldi a adus cele mai importante contribuții. S-a stabilit pe anumite șabloane, cum ar fi planificarea lucrărilor în forma repede-lent-repede și utilizarea de ritornello pentru părțile rapide. A explorat aceste posibilități prin sute de lucrări - 550 dintre lucrările sale sunt reprezentate de concerte. A utilizat și titluri programatice pentru diferite lucrări, cum ar fi celebrele sale concerte pentru vioară Cele patru anotimpuri.
Domenico Scarlatti a fost unul dintre cei mai importanți virtuozi ai claviaturii din vremea sa. Toată cariera sa a fost compozitor al curții, inițial în Portugalia (începând cu 1733) și apoi la Madrid, unde a petrecut restul vieții sale. Tatăl său, Alessandro Scarlatti, a fost membru al Școlii Napoletane de operă și a fost considerat drept unul dintre cei mai buni membri. Domenico a compus și el opere și muzică de biserică dar lucrările sale pentru claviatură, distribuite intens după moartea sa, i-au asigurat locul și reputația. Majoritatea acestor lucrări erau compuse pentru a fi interpretate de el însuși dar unele erau compuse pentru patronii săi regali. La fel ca și în cazul tatălui său, averea sa era legată de abilitatea sa a menține favorurile regale.

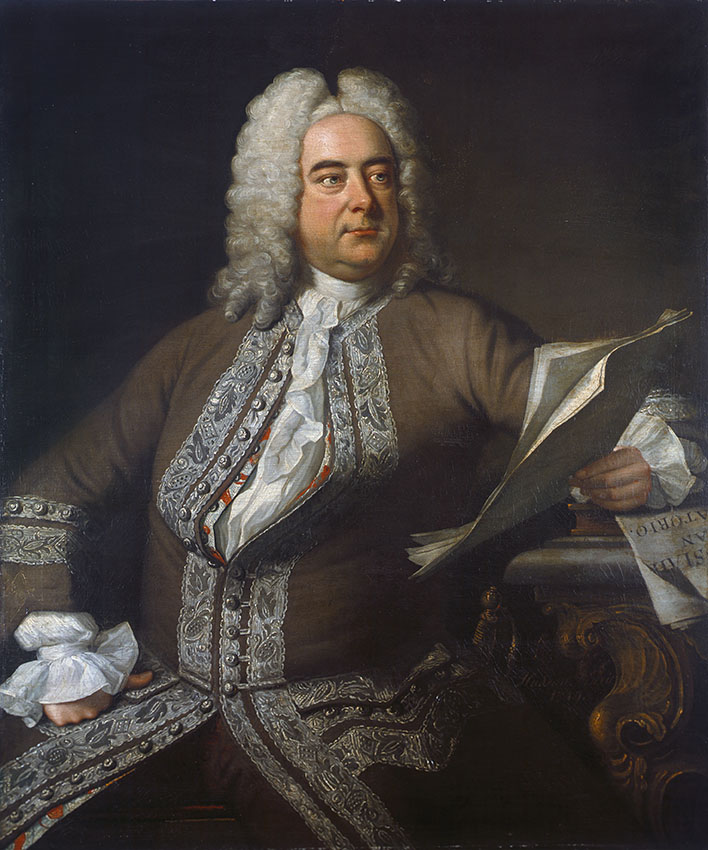
Georg Friedrich Händel (1685-1759), portret de Thomas Hudson (1741)

Poate cel mai important compozitor asociat cu patronajul regal a fost Georg Friedrich Händel, care s-a născut în Germania, a studiat timp de trei ani în Italia și s-a mutat la Londra în 1711, oraș care a fost baza sa de operațiuni pentru o carieră lungă și profitabilă care a inclus opere produse independent și comenzi pentru nobilime. Händel era într-o permanentă căutare a formulelor comerciale de succes în operă, apoi în oratoriile în limba engleză. Un compozitor prolific, Händel împrumuta de la alții și își recicla adesea propriul material. Era cunoscut și pentru adaptarea unor piese precum celebrul oratoriu Mesia, ce a avut premiera în 1742, pentru cântăreții și muzicienii disponibili.
La momentul morții sale era unul dintre cei mai cunoscuți compozitori din Europa iar muzica sa a fost studiată de către muzicienii perioadei clasice. Händel, datorită puternicelor sale ambiții publice, și-a bazat mare parte din lucrările sale pe resurse melodice combinate cu tradiție bogată de interpretare cu improvizație și contrapunct.

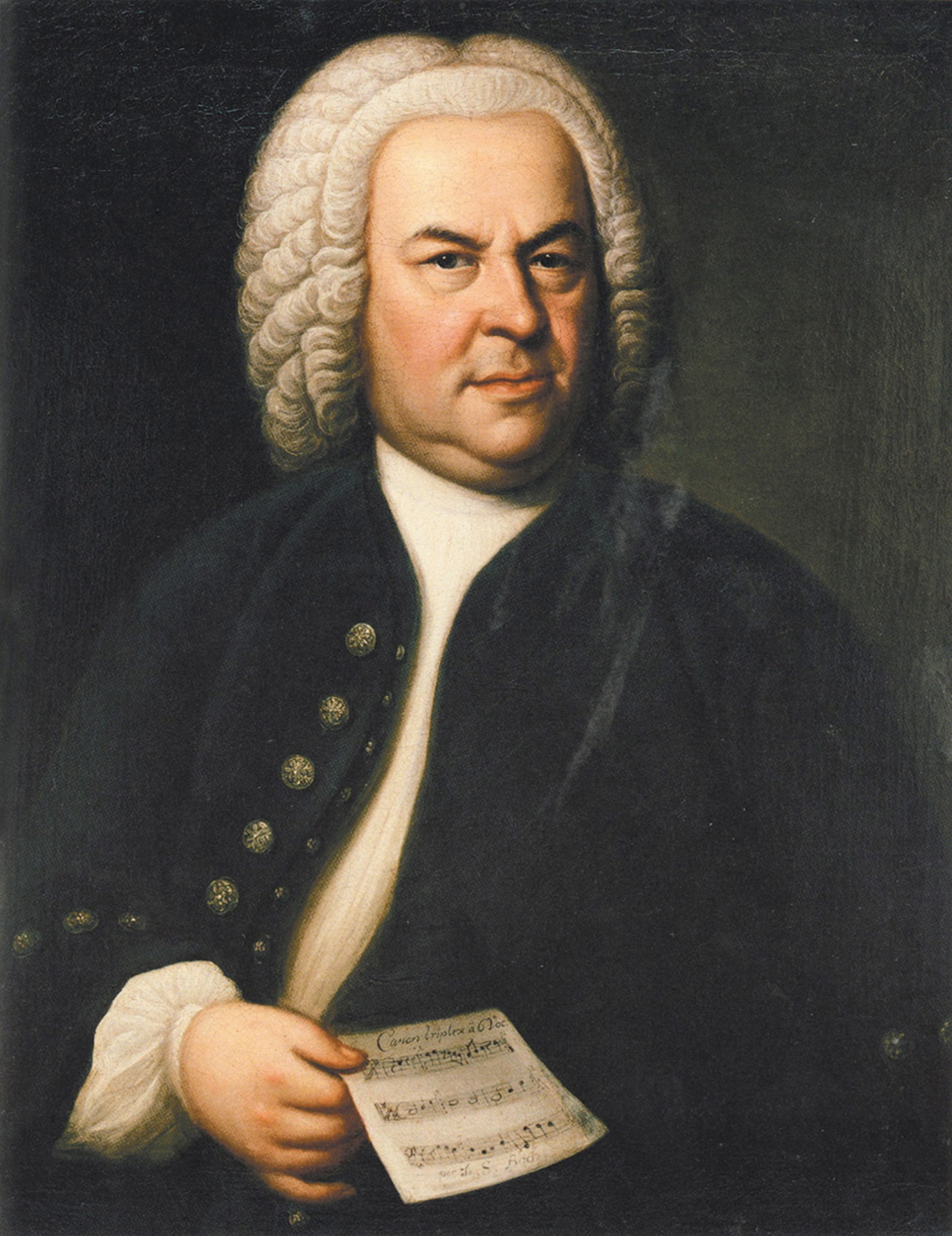
Johann Sebastian Bach (1685-1750), portret de Elias Gottlob Haussmann (1748)

Johann Sebastian Bach a ajuns, în timp, să fie considerat o figură importantă a barocului muzical. În timpul vieții sale a devenit cunoscut mai degrabă ca pedagog, administrator și interpret decât ca și compozitor, fiind mai puțin celebru decât Händel sau Telemann. Născut în Eisenach în 1685 într-o familie de muzicieni, a primit o educație importantă de la o vârstă mică și s-a considerat că avea o voce sopran excelentă. A deținut o varietate de posturi de organist, devenind celebru pentru virtuozitatea și abilitatea sa. În 1723 a primit postul cu care a fost asociat pentru restul vieții sale, acela de cantor și director muzical în Leipzig. Experiența sa variată i-a permis să devină cea mai importantă personalitate muzicală a orașului atât pentru muzica sacră și seculară cât și ca pedagog pentru elevii săi. Și-a început mandatul la Leipzig compunând o cantată de biserică pentru fiecare zi de duminică și pentru sărbătorile din anul liturgic, ce au avut ca rezultat cicluri anuale de cantate, aproximativ 200 dintre acestea existând și astăzi.

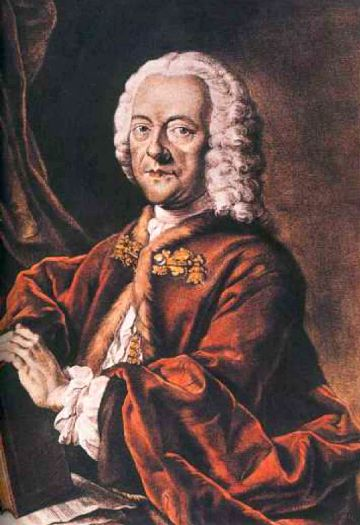
Georg Philipp Telemann (1681-1767), acvatintă colorată de mână după o pictură pierdută a lui Ludwig Michael Schneider

Bach a compus și lucrări la scară mare precum Patimile după Ioan, Patimile după Matei, Oratoriul de Crăciun și Misa în Si minor. Inovațiile muzicale ale lui Bach au experimentat cu toate formele omofonice și polifonice din perioada barocului. Era un catalog virtual al tuturor modalităților contrapunctuale existente și era capabil să țese adevărate pânze de armonie. Prin urmare, lucrările sale sub forma fugilor cuplate cu preludii și toccate pentru orgă, precum și formele de concert din baroc, au devenit fundamentale atât pentru tehnica de interpretare cât și pentru cea teoretică. Învățăturile lui Bach au devenit evidente în epocile clasice și romantice când compozitorii au redescoperit subtilitățile armonice și melodice din lucrările sale.
Georg Philipp Telemann a fost cel mai cunoscut compozitor instrumental al vremurilor sale, precum și unul dintre cei mai prolifici compozitori din toate timpurile. Cele două posturi importante ale sale - director muzical la Frankfurt în 1712 și director muzical la Hamburg în 1721 - îi cereau să compună muzică vocală și instrumentală pentru contexte sacre sau seculare. A compus două cicluri complete de cantate pentru slujba de duminică dar și oratorii sacre. Telemann a fondat și o publicație periodică care se ocupa de publicarea compozițiilor noi, în special compozițiile sale proprii. Această promovare a muzicii l-au făcut un compozitor de renume internațional, după cum poate fi observat într-o vizită de succes la Paris în 1731. O parte dintre cele mai bune lucrări ale sale datează din anii 1750 și 1760, când stilul baroc era înlocuit de stiluri mai simple, dar care erau populare la vremea respectivă și după aceea. Printre aceste lucrări se numără Der Tod Jesu ("Moartea lui Iisus", 1755), Die Donner-Ode ("Odă Tunetului", 1756), Die Auferstehung und Himmelfahrt Jesu ("Învierea și Înălțarea lui Iisus", 1760) și Der Tag des Gerichts ("Ziua Judecății", 1762).

## Inovații
- Basso continuo - un tip de acompaniament continuu notat cu un nou sistem de notație muzicală, basul cifrat, de obicei asigurat de un instrument bas și un instrument cu claviatură
- Concertul și Concerto grosso
- Monodia - muzică pentru un instrument melodic cu acompaniament, caracteristic începutului de secol al XVII-lea, în special în Italia.
- Omofonia - muzică pentru un instrument melodic și un acompaniament ritmic similar
- Forme muzicale dramatice precum opera
- Lucrări vocal-instrumentale precum cantata și oratoriul
- Noi tehnici instrumentale precum tremolo și pizzicato
- Dezvoltarea tonalității moderne (game majore și minore)
- Melodie clară și liniară
- Stilul concertato - contrast sonor între orchestră și instrumentul solist sau un grup mic de instrumente
- Specificarea precisă a instrumentației (în perioada renascentistă, instrumentația exactă pentru ansambluri era rareori indicată)
- Părți vocale și instrumentale virtuoze, pentru aprecierea virtouzității
- Cadența - o secțiune virtuoză extinsă pentru solist, amplasată de obicei aproape de sfârșitul unei părți dintr-un concert

## Instrumente tipice

### Instrumente cu coarde
- Violino piccolo
- Vioară
- Viola da gamba
- Violă
- Viola d'amore
- Viola pomposa
- Vioară tenor
- Violoncel
- Contrabas
- Lăută
- Teorbă
- Arciliuto
- Mandolină
- Chitară
- Harpă

### Instrumente de suflat din lemn
- Chalumeau
- Flaut
- Dulcian
- Musette de cour
- Oboi
- Fluier
- Fagot

### Instrumente de suflat din alamă
- Cornet
- Corn natural
- Trompetă
- Tromba da tirarsi
- Trombon

### Instrumente cu claviatură
- Clavicord
- Fortepiano (o versiune mai veche a pianului)
- Clavecin
- Orgă

## Genuri

### Vocale
- Operă
- Oratoriu
- Cantată
- Patimi
- Misă
- Imn
- Monodie
- Coral

### Instrumentale
- Concerto grosso
- Fugă
- Suită
- Sonată
- Partită
- Canzona
- Sinfonia
- Fantezie
- Ricercar
- Toccată
- Preludiu
- Passacaglia
- Fantezie corală
- Stylus fantasticus